# Guarionex Aquino (Perkussionist)
Guarionex Aquino (* 1954 in Mao) ist ein dominikanischer Jazzperkussionist.
Der Sohn des Sängers Guarionex Aquino begann seine musikalische Laufbahn als Schlagzeuger in Rock- und Funkbands und trat u. a. mit Luís José Mella, Guillo Carías und seiner Gruppe 4 + 1 und Manuel Tejada auf. Er arbeitete bald mit ausländischen Musikern wie Bob James, Ernesto Pascoal, Flora Purim, Don Alias, Giovanni Hidalgo, Néstor Torres, Dave Valentin, Tânia Maria, Airto Moreira, Paquito D’Rivera, Mario Rivera, Don Cherry, Jeffrey Hollander und Michel Camilo zusammen und begleitete dominikanische Musiker wie Maridalia Hernández, Sonia Silvestre und Juan Luís Guerra. 2002 nahm er auf Einladung von Michel Camilo am Jazzfestival von Marciac in Frankreich teil. 2003 gründete Aquino die Perkussionsgruppe Cuero Madera y Metal mit den Perkussionisten Fellé Vega, Isidro Bobadilla, David Almengod, Eddy Sánchez und Carlos Staci.